# Ausztrália az 1994. évi téli olimpiai játékokon
Ausztrália a norvégiai Lillehammerben megrendezett 1994. évi téli olimpiai játékok egyik részt vevő nemzete volt. Az országot az olimpián 9 sportágban 25 sportoló képviselte, akik összesen 1 érmet szereztek.

## Érmesek
| Érem  | Versenyző                                                     | Sportág                    | Versenyszám        |
| ----- | ------------------------------------------------------------- | -------------------------- | ------------------ |
| Bronz | Steven Bradbury Kieran Hansen Andrew Murtha Richard Nizielski | Rövidpályás gyorskorcsolya | Férfi 5000 m váltó |

## Alpesisí
Férfi
| Versenyző      | Versenyszám            | 1. futam | 1. futam | 2. futam      | 2. futam      | Összesítés | Összesítés |
| Versenyző      | Versenyszám            | Idő      | Hely.    | Idő           | Hely.         | Idő        | Helyezés   |
| -------------- | ---------------------- | -------- | -------- | ------------- | ------------- | ---------- | ---------- |
| Anthony Huguet | Óriás-műlesiklás       | 1:33,60  | 37.      | nem ért célba | nem ért célba | kiesett    | kiesett    |
| Anthony Huguet | Szuperóriás-műlesiklás |          |          |               |               | 1:37,44    | 37.        |

Női
| Versenyző     | Versenyszám      | 1. futam | 1. futam | 2. futam | 2. futam | Összesítés | Összesítés |
| Versenyző     | Versenyszám      | Idő      | Hely.    | Idő      | Hely.    | Idő        | Helyezés   |
| ------------- | ---------------- | -------- | -------- | -------- | -------- | ---------- | ---------- |
| Zali Steggall | Műlesiklás       | 1:03,16  | 28.      | 59,88    | 22.      | 2:03,04    | 22.        |
| Zali Steggall | Óriás-műlesiklás | 1:28,68  | 35.      | 1:17,46  | 24.      | 2:46,14    | 24.        |

| Versenyző     | Versenyszám | Lesiklás | Lesiklás | Műlesiklás | Műlesiklás | Műlesiklás    | Műlesiklás    | Műlesiklás | Műlesiklás | Összesítés | Összesítés |
| Versenyző     | Versenyszám | Lesiklás | Lesiklás | 1. futam   | 1. futam   | 2. futam      | 2. futam      | Össz.      | Össz.      | Összesítés | Összesítés |
| Versenyző     | Versenyszám | Idő      | Hely.    | Idő        | Hely.      | Idő           | Hely.         | Idő        | Hely.      | Idő        | Helyezés   |
| ------------- | ----------- | -------- | -------- | ---------- | ---------- | ------------- | ------------- | ---------- | ---------- | ---------- | ---------- |
| Zali Steggall | Összetett   | 1:33,46  | 31.      | 52,34      | 12.        | nem ért célba | nem ért célba | kiesett    | kiesett    | kiesett    | kiesett    |

## Biatlon
Női
| Versenyző      | Versenyszám   | Lövőhiba    | Időeredmény | Helyezés |
| -------------- | ------------- | ----------- | ----------- | -------- |
| Sandra Paintin | 7,5 km sprint | 1 (0+1)     | 28:31,1     | 40.      |
| Sandra Paintin | 15 km egyéni  | 7 (1+3+1+2) | 1:01:21,7   | 64.      |
| Kerryn Rim     | 7,5 km sprint | 2 (0+2)     | 27:32,3     | 21.      |
| Kerryn Rim     | 15 km egyéni  | 2 (1+1+0+0) | 54:10,1     | 8.       |

## Bob
| Versenyző                                               | Versenyszám | 1. futam | 1. futam | 2. futam | 2. futam | 3. futam | 3. futam | 4. futam | 4. futam | Összesítés | Összesítés |
| Versenyző                                               | Versenyszám | Idő      | Hely.    | Idő      | Hely.    | Idő      | Hely.    | Idő      | Hely.    | Idő        | Helyezés   |
| ------------------------------------------------------- | ----------- | -------- | -------- | -------- | -------- | -------- | -------- | -------- | -------- | ---------- | ---------- |
| Justin McDonald Glenn Carroll                           | Kettes      | 54,03    | 28.      | 53,96    | 27.      | 54,21    | 29.      | 54,27    | 27.      | 3:36,47    | 27.        |
| Justin McDonald Adam Barclay Scott Walker Glenn Carroll | Négyes      | 52,48    | 16.      | 52,67    | 21.      | 52,85    | 20.      | 53,02    | 20.      | 3:31,02    | 20.        |

## Gyorskorcsolya
Férfi
| Versenyző          | Versenyszám | Eredmény | Helyezés |
| ------------------ | ----------- | -------- | -------- |
| Danny Kah          | 1500 m      | 1:56,04  | 25.      |
| Danny Kah          | 5000 m      | 7:00,02  | 25.      |
| Phillip Tahmindjis | 1000 m      | 1:16,29  | 37.      |
| Phillip Tahmindjis | 1500 m      | 1:57,59  | 36.      |

## Műkorcsolya
| Versenyző                          | Versenyszám  | Rövid program     | Rövid program | Rövid program | Kűr               | Kűr   | Kűr         | Összesítés         | Összesítés |
| Versenyző                          | Versenyszám  | Több. hely. száma | Hely.         | Hely. pont.   | Több. hely. száma | Hely. | Hely. pont. | Helyezési pontszám | Helyezés   |
| ---------------------------------- | ------------ | ----------------- | ------------- | ------------- | ----------------- | ----- | ----------- | ------------------ | ---------- |
| Stephen Carr                       | Férfi egyéni | 6×20+             | 20.           | 10,0          | 5×17+             | 18.   | 18,0        | 28,0               | 18.        |
| Danielle Carr-McGrath Stephen Carr | Páros        | 7×10+             | 10.           | 5,0           | 7×11+             | 11.   | 11,0        | 16,0               | 11.        |

## Rövidpályás gyorskorcsolya
Férfi
| Versenyző                                                     | Versenyszám  | Előfutam | Előfutam | Negyeddöntő | Negyeddöntő | Elődöntő | Elődöntő | B döntő | B döntő | Döntő   | Döntő   | Helyezés |
| Versenyző                                                     | Versenyszám  | Idő      | Hely.    | Idő         | Hely.       | Idő      | Hely.    | Idő     | Hely.   | Idő     | Hely.   | Helyezés |
| ------------------------------------------------------------- | ------------ | -------- | -------- | ----------- | ----------- | -------- | -------- | ------- | ------- | ------- | ------- | -------- |
| Steven Bradbury                                               | 500 m        | 45,43    | 2.       | 44,18       | 1.          | 1:03,51  | 4.       | 45,33   | 4.      |         |         | 8.       |
| Steven Bradbury                                               | 1000 m       | 2:01,89  | 3.       | kiesett     | kiesett     | kiesett  | kiesett  | kiesett | kiesett | kiesett | kiesett | 24.      |
| Kieran Hansen                                                 | 500 m        | 46,30    | 3.       | kiesett     | kiesett     | kiesett  | kiesett  | kiesett | kiesett | kiesett | kiesett | 23.      |
| Kieran Hansen                                                 | 1000 m       | 1:32,96  | 2.       | 1:32,34     | 3.          | kiesett  | kiesett  | kiesett | kiesett | kiesett | kiesett | 12.      |
| Richard Nizielski                                             | 500 m        | 44,86    | 1.       | 45,57       | 4.          | kiesett  | kiesett  | kiesett | kiesett | kiesett | kiesett | 10.      |
| Richard Nizielski                                             | 1000 m       | 1:32,42  | 2.       | 1:29,93     | 4.          | kiesett  | kiesett  | kiesett | kiesett | kiesett | kiesett | 13.      |
| Steven Bradbury Kieran Hansen Andrew Murtha Richard Nizielski | 5000 m váltó |          |          |             |             | 7:14,41  | 2.       |         |         | 7:13,68 | 3.      |          |

Női
| Versenyző          | Versenyszám | Előfutam | Előfutam | Negyeddöntő | Negyeddöntő | Elődöntő | Elődöntő | B döntő | B döntő | Döntő   | Döntő   | Helyezés |
| Versenyző          | Versenyszám | Idő      | Hely.    | Idő         | Hely.       | Idő      | Hely.    | Idő     | Hely.   | Idő     | Hely.   | Helyezés |
| ------------------ | ----------- | -------- | -------- | ----------- | ----------- | -------- | -------- | ------- | ------- | ------- | ------- | -------- |
| Karen Gardiner-Kah | 500 m       | 48,56    | 2.       | 47,90       | 3.          | kiesett  | kiesett  | kiesett | kiesett | kiesett | kiesett | 12.      |
| Karen Gardiner-Kah | 1000 m      | 1:41,64  | 1.       | 1:39,93     | 4.          | kiesett  | kiesett  | kiesett | kiesett | kiesett | kiesett | 11.      |

## Síakrobatika
Ugrás
| Versenyző        | Versenyszám | Selejtező | Selejtező | Döntő   | Döntő    |
| Versenyző        | Versenyszám | Pont      | Helyezés  | Pont    | Helyezés |
| ---------------- | ----------- | --------- | --------- | ------- | -------- |
| Jacqui Cooper    | Női         | 139,67    | 16.       | kiesett | kiesett  |
| Kirstie Marshall | Női         | 166,12    | 1.        | 150,76  | 6.       |

Mogul
| Versenyző    | Versenyszám | Selejtező | Selejtező | Döntő   | Döntő    |
| Versenyző    | Versenyszám | Pont      | Helyezés  | Pont    | Helyezés |
| ------------ | ----------- | --------- | --------- | ------- | -------- |
| Nick Cleaver | Férfi       | 24,34     | 15.       | 23,02   | 16.      |
| Adrian Costa | Férfi       | 25,46     | 7.        | 23,38   | 14.      |
| Paul Costa   | Férfi       | 22,20     | 26.       | kiesett | kiesett  |

## Sífutás
Férfi
| Versenyző     | Versenyszám         | Eredmény  | Helyezés |
| ------------- | ------------------- | --------- | -------- |
| Anthony Evans | 10 km               | 27:09,9   | 51.      |
| Anthony Evans | 15 km üldözőverseny | 44:02,9   | 57.      |
| Anthony Evans | 50 km               | 2:22:05,2 | 47.      |
| Mark Gray     | 10 km               | 27:54,0   | 67.      |
| Mark Gray     | 15 km üldözőverseny | 45:41,1   | 66.      |
| Mark Gray     | 30 km               | 1:24:49,9 | 61.      |
| Mark Gray     | 50 km               | 2:28:51,6 | 59.      |

## Szánkó
| Versenyző   | Versenyszám | 1. futam | 1. futam | 2. futam | 2. futam | 3. futam | 3. futam | 4. futam | 4. futam | Összesítés | Összesítés |
| Versenyző   | Versenyszám | Idő      | Hely.    | Idő      | Hely.    | Idő      | Hely.    | Idő      | Hely.    | Idő        | Helyezés   |
| ----------- | ----------- | -------- | -------- | -------- | -------- | -------- | -------- | -------- | -------- | ---------- | ---------- |
| Roger White | Férfi egyes | 55,674   | 33.      | 54,546   | 33.      | 54,842   | 32.      | 58,000   | 32.      | 3:43,062   | 32.        |